# Gran Premio di Turchia 2009
Il Gran Premio di Turchia 2009 è la settima prova della stagione 2009 del Campionato mondiale di Formula 1. Si è corso domenica 7 giugno 2009 sul circuito di Istanbul Park a Istanbul.

## Vigilia
Bernie Ecclestone nel frattempo registra il marchio Gran Premio di Roma, GP che si dovrebbe disputare nella stagione 2011 accanto al Gran Premio d'Italia.

### Iscrizioni al campionato 2010
La Williams si iscrive il 25 maggio al campionato del mondo 2010, venendo per questo sospesa temporaneamente dalla FOTA. Anche la Prodrive annuncia la sua iscrizione al campionato 2010.
Il 29 maggio, data dell'ultimo termine utile per l'iscrizione al campionato 2010, tutti i team della FOTA decidono di iscriversi, con la riserva però della revisione delle nuove regole: in particolare, il regolamento in vigore nel 2009 non dovrà subire cambiamenti, tranne per le parti su cui si è già raggiunto un accordo fra la FIA e la FOTA. In più è richiesta la sottoscrizione del Patto della Concordia entro il 12 giugno. Successivamente anche la Force India, come la Williams, decide di iscriversi al campionato senza condizioni.
Oltre ai team FOTA e alla Prodrive, alla Campos Grand Prix e al Team USGPE già iscritti prima del Gran Premio di Monaco, risultano aver inviato richiesta anche le rientranti March, Lola e Brabham (anche se Jack Brabham minaccia azioni legali contro la Formtech, ossia un'azienda tedesca che detiene il nome Brabham Gran Prix Ltd) nonché le novità Team Superfund, Epsilon Euskadi e Litespeed GP, quest'ultimo team di Formula 3, che potrebbe riportare in F1 il glorioso nome Lotus. Vi è anche una candidatura di una scuderia italiana, la N.Technology, che già organizza la Formula Masters.
Alla domenica mattina vi è una riunione tra i piloti e i team FOTA (escluse le sospese Williams e Force India), in cui i piloti stessi dichiarano la loro disponibilità a seguire le decisioni dei loro team, anche nel caso di creazione di un campionato alternativo.

### Aspetti controversi

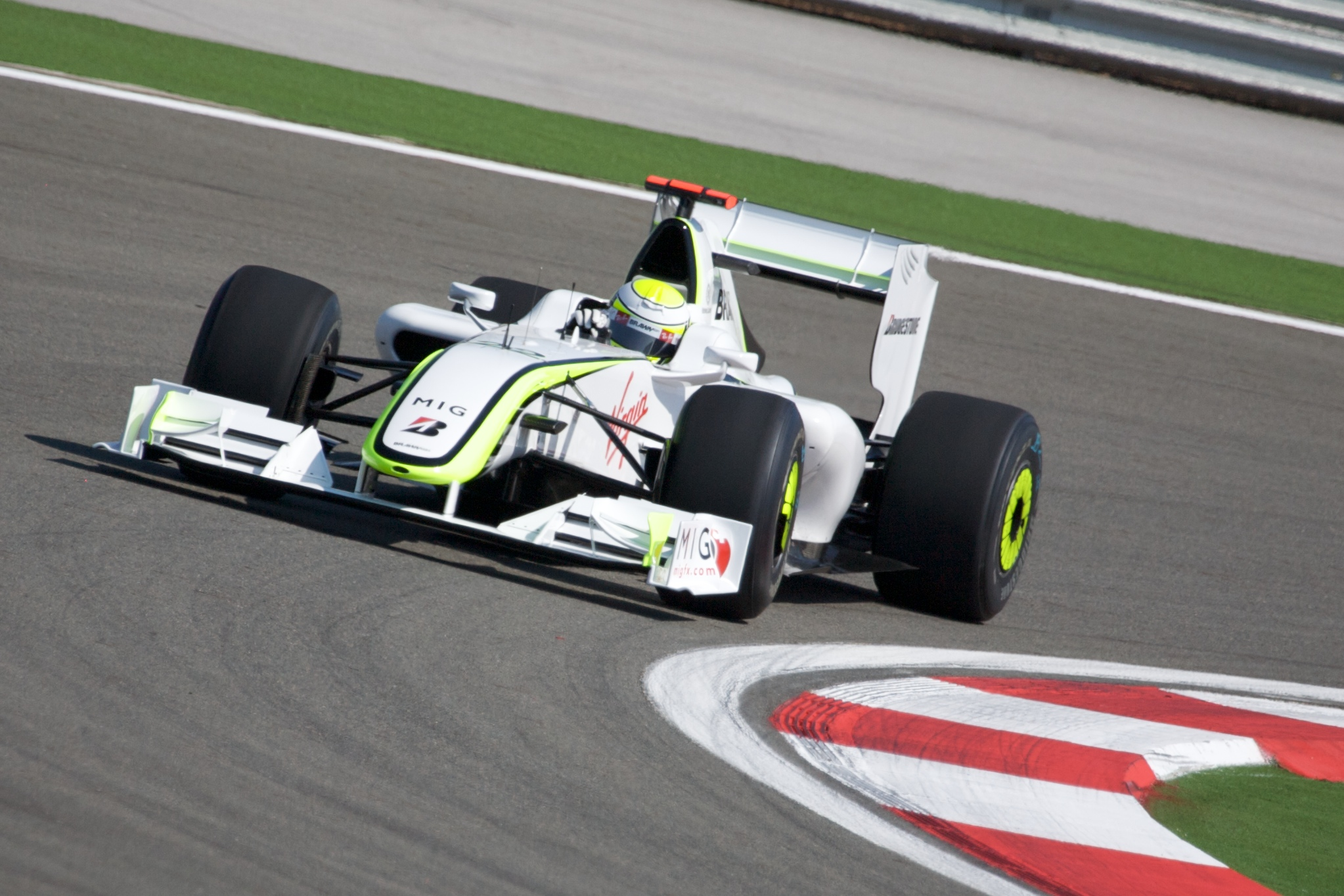
Jenson Button in azione durante le prove libere

Alla luce dello scarso numero di spettatori per l'edizione 2009 del Gran Premio di Turchia (poco sopra i 30.000 spettatori), alcuni team manager dei top team hanno espresso il loro rammarico. La scarsa vendita dei biglietti, ancor peggio della stagione precedente, demoralizza le scuderie e nuoce all'immagine della Formula 1. Per questi motivi, è stato proposto a Bernie Ecclestone di rivedere i suoi impegni con la dirigenza del tracciato anche per tentare di avanzare delle manovre atte al miglioramento della situazione. In caso contrario questa splendida cattedrale nel deserto, come l'ha definita Flavio Briatore, sarebbe solo un considerevole dispendio di risorse.

### Aspetti tecnici
La Bridgestone annuncia che per il gran premio porterà coperture di tipo morbido e di tipo duro. La BMW Sauber adotta da questo gran premio sulle proprie vetture il doppio diffusore posteriore, mentre la Brawn GP porta una nuova ala anteriore. La Toyota presenta una vettura modificata, ora con un alettone che scende fin quasi a terra (simile a quello della Red Bull) per ospitare il nuovo diffusore a due piani.

## Prove
Nella prima sessione del venerdì, si è avuta questa situazione:
| Pos | N  | Pilota         | Squadra-Motore   | Tempo    | Gap   | Giri |
| --- | -- | -------------- | ---------------- | -------- | ----- | ---- |
| 1   | 16 | Nico Rosberg   | Williams-Toyota  | 1:28.952 |       | 24   |
| 2   | 1  | Lewis Hamilton | McLaren-Mercedes | 1:29.263 | 0.311 | 23   |
| 3   | 9  | Jarno Trulli   | Toyota           | 1:29.271 | 0.319 | 26   |

Nella seconda sessione del venerdì, si è avuta questa situazione:
| Pos | N | Pilota            | Squadra-Motore   | Tempo    | Gap   | Giri |
| --- | - | ----------------- | ---------------- | -------- | ----- | ---- |
| 1   | 2 | Heikki Kovalainen | McLaren-Mercedes | 1:28.841 |       | 37   |
| 2   | 7 | Fernando Alonso   | Renault          | 1:28.847 | 0.006 | 35   |
| 3   | 5 | Robert Kubica     | BMW Sauber       | 1:29.056 | 0.215 | 35   |

Nella sessione del sabato mattina, si è avuta questa situazione:
| Pos | N  | Pilota       | Squadra-Motore | Tempo    | Gap   | Giri |
| --- | -- | ------------ | -------------- | -------- | ----- | ---- |
| 1   | 3  | Felipe Massa | Ferrari        | 1:27.983 |       | 26   |
| 2   | 9  | Jarno Trulli | Toyota         | 1:28.022 | 0.039 | 21   |
| 3   | 10 | Timo Glock   | Toyota         | 1:28.094 | 0.111 | 23   |

## Qualifiche
Nella sessione di qualificazione, si è avuta questa situazione:
| Pos | N  | Pilota               | Costruttore/Motore   | Q1       | Q2       | Q3       | Giri | Griglia | Massa |
| --- | -- | -------------------- | -------------------- | -------- | -------- | -------- | ---- | ------- | ----- |
| 1   | 15 | Sebastian Vettel     | RBR-Renault          | 1:27.330 | 1:27.016 | 1:28.316 | 17   | 1       | 649.5 |
| 2   | 22 | Jenson Button        | Brawn-Mercedes       | 1:27.355 | 1:27.230 | 1:28.421 | 22   | 2       | 655.5 |
| 3   | 23 | Rubens Barrichello   | Brawn-Mercedes       | 1:27.371 | 1:27.418 | 1:28.579 | 19   | 3       | 652.5 |
| 4   | 14 | Mark Webber          | RBR-Renault          | 1:27.466 | 1:27.416 | 1:28.613 | 20   | 4       | 656   |
| 5   | 9  | Jarno Trulli         | Toyota               | 1:27.529 | 1:27.195 | 1:28.666 | 24   | 5       | 652   |
| 6   | 4  | Kimi Räikkönen       | Ferrari              | 1:27.556 | 1:27.387 | 1:28.815 | 24   | 6       | 658   |
| 7   | 3  | Felipe Massa         | Ferrari              | 1:27.508 | 1:27.349 | 1:28.858 | 23   | 7       | 654   |
| 8   | 7  | Fernando Alonso      | Renault              | 1:27.988 | 1:27.473 | 1:29.075 | 20   | 8       | 644.5 |
| 9   | 16 | Nico Rosberg         | Williams-Toyota      | 1:27.517 | 1:27.418 | 1:29.191 | 27   | 9       | 660   |
| 10  | 5  | Robert Kubica        | BMW Sauber           | 1:27.788 | 1:27.455 | 1:29.357 | 20   | 10      | 664   |
| 11  | 6  | Nick Heidfeld        | BMW Sauber           | 1:27.795 | 1:27.521 |          | 16   | 11      | 681.5 |
| 12  | 17 | Kazuki Nakajima      | Williams-Toyota      | 1:27.691 | 1:27.629 |          | 20   | 12      | 680.4 |
| 13  | 10 | Timo Glock           | Toyota               | 1:28.160 | 1:27.795 |          | 18   | 13      | 689   |
| 14  | 2  | Heikki Kovalainen    | McLaren-Mercedes     | 1:28.199 | 1:28.207 |          | 18   | 14      | 665   |
| 15  | 20 | Adrian Sutil         | Force India-Mercedes | 1:28.278 | 1:28.391 |          | 18   | 15      | 668.5 |
| 16  | 1  | Lewis Hamilton       | McLaren-Mercedes     | 1:28.318 |          |          | 9    | 16      | 696.5 |
| 17  | 8  | Nelson Piquet Jr.    | Renault              | 1:28.582 |          |          | 8    | 17      | 689.6 |
| 18  | 12 | Sébastien Buemi      | STR-Ferrari          | 1:28.708 |          |          | 12   | 18      | 686.5 |
| 19  | 21 | Giancarlo Fisichella | Force India-Mercedes | 1:28.717 |          |          | 11   | 19      | 688.5 |
| 20  | 11 | Sébastien Bourdais   | STR-Ferrari          | 1:28.918 |          |          | 9    | 20      | 701   |

## Gara

### Resoconto
Al via scattano bene Vettel e Button in prima fila, mentre è disastrosa la partenza di Barrichello che viene sfilato da ben dieci vetture, ritrovandosi 13º al termine del primo giro. Nel corso della prima tornata, Vettel sbaglia alla curva numero 9 finendo sull'erba sintetica; viene quindi sorpassato da Button, che inizia a guadagnare nei confronti delle Red Bull dietro a lui. A pochi giri dall'inizio della gara, Fisichella rientra ai box per un problema ai freni: l'italiano è costretto al primo ritiro del pomeriggio. Intanto nelle retrovie è battaglia fra Kovalainen e Barrichello: i due si toccano proprio alla curva 9; ne risulta un testacoda per il brasiliano che lo relega al 16º posto. Deve poi cambiare l'ala danneggiata a seguito di un successivo contatto con Sutil.
Alonso è il primo a fermarsi ai box, seguito da Vettel che decide di cambiare strategia e fare 3 pit-stop. Nei giri successivi si fermano per il rifornimento ed il cambio gomme quasi tutte le monoposto, esclusi Bourdais ed Hamilton che optano per una sosta sola. Vettel tenta di recuperare su Button: guadagna considerevolmente ma non riesce nel sorpasso e quindi vede fallire la sua strategia delle tre soste. Button riesce dunque ad accumulare un vantaggio incolmabile per le due Red Bull che lo seguono. Le emozioni proseguono dopo la sosta di Hamilton che subisce poi un duro sorpasso da parte di Piquet, il quale lo sopravanza con grandi rischi sulle ultime curve del tracciato. Dopo il secondo pit-stop da parte di tutte le vetture, le posizioni rimangono congelate, con Webber che riesce ad ottenere il 2º posto davanti al compagno di squadra, essendo su una strategia a due sole soste. Nelle battute finali, si ritira Barrichello per problemi al cambio, primo caso di inaffidabilità per la Brawn-Mercedes.
Button conquista la sua sesta vittoria stagionale su sette gare, rinforzando ancora di più la sua leadership. Primi punti della stagione per Kubica che termina un lungo digiuno. La Red-Bull riesce a guadagnare qualche punto in classifica costruttori grazie al ritiro di Barrichello, ma si trova ancora a 40 lunghezze dalla testa del campionato. Solamente 3 punti conquistati dalla Ferrari, grazie alla sesta piazza di Felipe Massa.

### Risultati
I risultati del GP sono stati i seguenti:
| Pos | N  | Pilota               | Squadra-Motore       | Giri | Tempo/Ritiro | Griglia | Punti |
| --- | -- | -------------------- | -------------------- | ---- | ------------ | ------- | ----- |
| 1   | 22 | Jenson Button        | Brawn-Mercedes       | 58   | 1h26'24"848  | 2       | 10    |
| 2   | 14 | Mark Webber          | Red Bull-Renault     | 58   | +6"714       | 4       | 8     |
| 3   | 15 | Sebastian Vettel     | Red Bull-Renault     | 58   | +7"461       | 1       | 6     |
| 4   | 9  | Jarno Trulli         | Toyota               | 58   | +27"843      | 5       | 5     |
| 5   | 16 | Nico Rosberg         | Williams-Toyota      | 58   | +31"539      | 9       | 4     |
| 6   | 3  | Felipe Massa         | Ferrari              | 58   | +39"996      | 7       | 3     |
| 7   | 5  | Robert Kubica        | BMW Sauber           | 58   | +46"247      | 10      | 2     |
| 8   | 10 | Timo Glock           | Toyota               | 58   | +46"959      | 13      | 1     |
| 9   | 4  | Kimi Räikkönen       | Ferrari              | 58   | +50"246      | 6       |       |
| 10  | 7  | Fernando Alonso      | Renault              | 58   | +1'02"420    | 8       |       |
| 11  | 6  | Nick Heidfeld        | BMW Sauber           | 58   | +1'04"327    | 11      |       |
| 12  | 17 | Kazuki Nakajima      | Williams-Toyota      | 58   | +1'06"376    | 12      |       |
| 13  | 1  | Lewis Hamilton       | McLaren-Mercedes     | 58   | +1'20"454    | 16      |       |
| 14  | 2  | Heikki Kovalainen    | McLaren-Mercedes     | 57   | +1 giro      | 14      |       |
| 15  | 12 | Sébastien Buemi      | Toro Rosso-Ferrari   | 57   | +1 giro      | 18      |       |
| 16  | 8  | Nelson Piquet Jr.    | Renault              | 57   | +1 giro      | 17      |       |
| 17  | 20 | Adrian Sutil         | Force India-Mercedes | 57   | +1 giro      | 15      |       |
| 18  | 11 | Sébastien Bourdais   | Toro Rosso-Ferrari   | 57   | +1 giro      | 20      |       |
| Rit | 23 | Rubens Barrichello   | Brawn-Mercedes       | 47   | Cambio       | 3       |       |
| Rit | 21 | Giancarlo Fisichella | Force India-Mercedes | 4    | Freni        | 19      |       |

## Classifiche Mondiali

### Piloti
| Pos | Pilota             | Punti |
| --- | ------------------ | ----- |
| 1   | Jenson Button      | 61    |
| 2   | Rubens Barrichello | 35    |
| 3   | Sebastian Vettel   | 29    |
| 4   | Mark Webber        | 27,5  |
| 5   | Jarno Trulli       | 19,5  |
| 6   | Timo Glock         | 13    |
| 7   | Nico Rosberg       | 11,5  |
| 8   | Felipe Massa       | 11    |
| 9   | Fernando Alonso    | 11    |
| 10  | Kimi Räikkönen     | 9     |
| 11  | Lewis Hamilton     | 9     |
| 12  | Nick Heidfeld      | 6     |
| 13  | Heikki Kovalainen  | 4     |
| 14  | Sébastien Buemi    | 3     |
| 15  | Robert Kubica      | 2     |
| 16  | Sébastien Bourdais | 2     |

### Costruttori
| Pos | Team             | Punti |
| --- | ---------------- | ----- |
| 1   | Brawn-Mercedes   | 96    |
| 2   | RBR-Renault      | 56,5  |
| 3   | Toyota           | 32,5  |
| 4   | Ferrari          | 20    |
| 5   | McLaren-Mercedes | 13    |
| 6   | Williams-Toyota  | 11,5  |
| 7   | Renault          | 11    |
| 8   | BMW Sauber       | 8     |
| 9   | STR-Ferrari      | 5     |